# 京畿道北部消防災難本部
京畿道北部消防災難本部（キョンギどうほくぶしょうぼうさいなんほんぶ）は、大韓民国京畿道の漢江以北地域を管轄区域とする消防本部である。2006年9月1日に京畿道第2消防災難本部として設置され、2012年3月5日に現在の名称に変更されている。住所は京畿道議政府市議政府2洞シヌン路116。

## 本部組織
- 北部消防災難本部長（消防准監）
  - 消防行政企画課（課長は地方消防正）
  - 特殊対応団（団長は地方消防正）

## 消防署
署長は地方消防正（ただし高陽は地方消防准監）。119安全センター、119救助隊、水難救助隊、119地域隊を所管する。

### 下部組織
（2課1団の消防署）
- 消防行政課（課長は地方消防領。以下同じ）
- 災難安全課
- 現場対応団（団長は地方消防領。以下同じ）

（3課1団の消防署）
- 消防行政課
- 災難安全課
- 火災調査分析課
- 現場対応団

（3課2団の消防署）
- 消防行政課
- 災難安全課
- 火災調査分析課
- 北部現場対応団
- 南部現場対応団

### 消防署一覧
各消防署及び所属119安全センターの名称、所属119救助隊・水難救助隊の有無は以下の通り。
| 消防署       | 119安全センター                                | 119救助隊 | 水難救助隊 |
| ------------ | ---------------------------------------------- | --------- | ---------- |
| 高陽消防署   | 元堂、陵谷、神道、幸信、花田                   | ○         | ×          |
| 一山消防署   | 獐項、白石、注葉、高烽、中山                   | ○         | ×          |
| 議政府消防署 | 中央、金梧、虎院、松山                         | ○         | ×          |
| 南楊州消防署 | 坪内、榛接、真乾、和道、瓦阜、別内、梧南、加雲 | ○         | ×          |
| 坡州消防署   | 統一、金村、法院、積城、広灘、炭県、月籠、交河 | ○         | ×          |
| 九里消防署   | 校門、仁昌                                     | ○         | ×          |
| 抱川消防署   | 郡内、蘇屹、永北、一東、加山、内村、永中       | ○         | ×          |
| 楊州消防署   | 白石、檜泉、広積、古邑、南面、長興             | ○         | ×          |
| 東豆川消防署 | 仏峴、逍遥                                     | ○         | ×          |
| 加平消防署   | 加平、朝宗                                     | ○         | ○          |
| 漣川消防署   | 隠垈、全谷、漣川                               | ○         | ×          |